# Ford Eifel
La Ford Eifel è stata prodotta dalla Ford tra il 1935 e il 1940 nello stabilimento di Colonia in Germania. Venne costruita anche dal 1937 al 1939 in Ungheria.

## Specifiche
La vettura aveva una trasmissione a tre marce e un motore di 1157 cm³ a quattro valvole laterali che erogava 34 cv a 4250 giri / min.
Le versioni disponibili erano la berlina due porte, la convertibile con due o quattro posti, la roadster e la versione furgonata. 
La Ford Eifel fu la vettura più venduta in Germania e venne anche prodotta con lievi modifiche dalla filiale della Ford britannica con il nome "Anglia". In questo modo le vendite aumentarono di nuovo e a partire dal 1937 molte imprese tedesche (ad esempio, la Karmann e la Karosseriewerke Stoewer) realizzarono versioni speciali. Vennero assemblate circa 61.000 Ford Eifel.